# Seltún

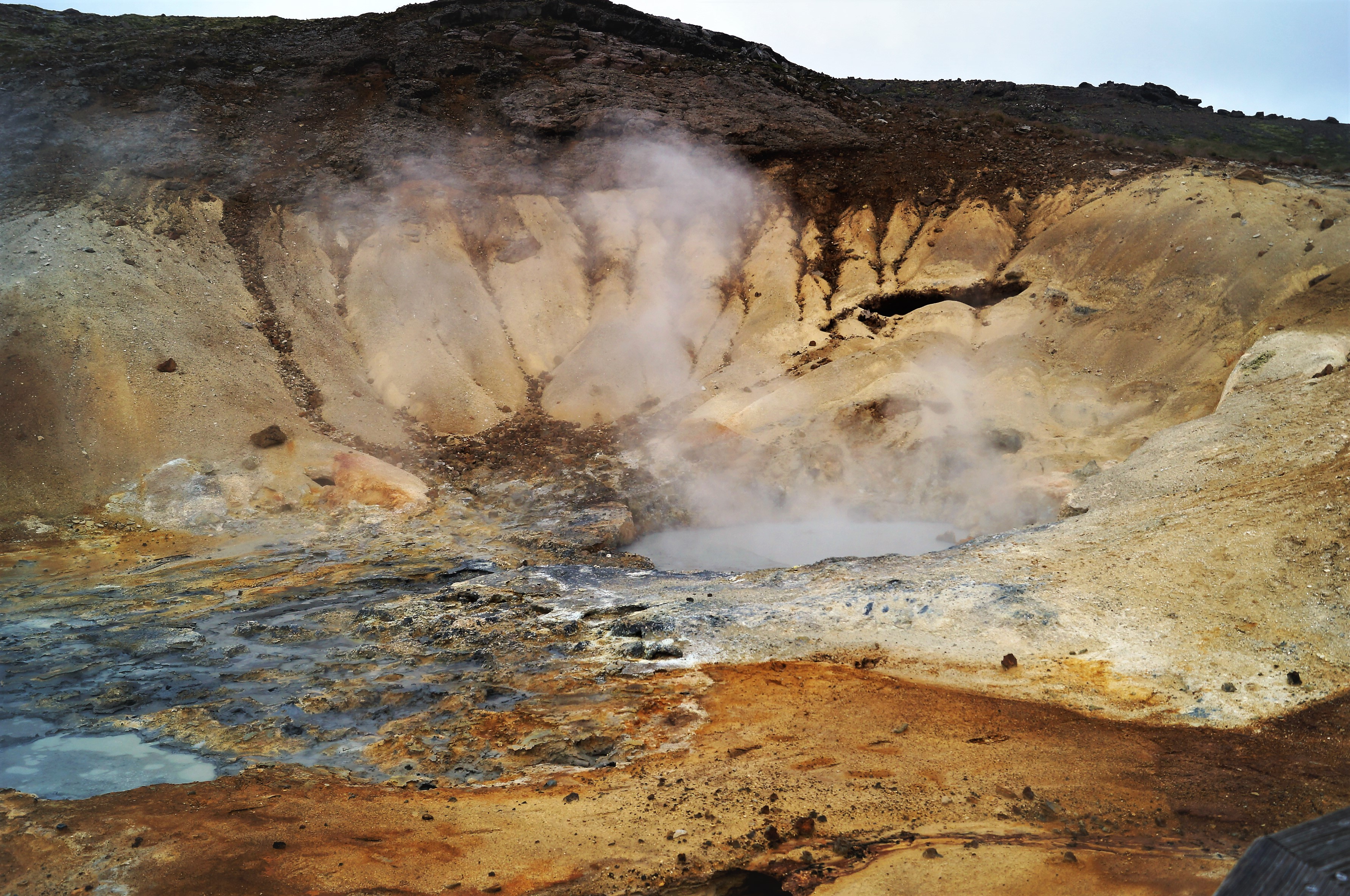
Schlammtöpfe im Seltún Solfatarengebiet

Seltún ist ein Solfatarengebiet im Vulkansystem Krýsuvík in Island, das sich südwestlich des Sees Kleifarvatn befindet.
Das Landschaftsbild um die 100 °C heißen Quellen ist von gelbem bis rötlichem und blaugrauem Bodenmaterial umschlossen, das auf die aus den Schlammtöpfen austretenden Gase (vor allem Schwefel) zurückzuführen ist.